# Batmobil
Batmobilen er en fiktiv bil, som superhelten Batman benytter sig af. Den bliver opbevaret i bathulen, hvis indgang er gemt. Fartøjet er tungt pansret og har adskillige forskellige våbensystemer installeret så Batman kan bruge den i sin kamp mod kriminalitet.
Batmobilen optrådte første gang i Detective Comics #27 (maj, 1939), hvor den blev afbildet som en almindelig rød bil. Dens udseende har siden varieret meget, men siden de tidligste afbildninger har batmobilen haft en hvis grad af flagermus-motiv eller form, typisk med halefinner. Den blev pansret tidligt i Batmans karriere, men den er siden blevet tilpasset yderligere og indeholder de mest avancerede teknologiske systemer til kriminalitetsbekæmpelse i Batmans arsenal. Afbildninger af bilen har udviklet sig med karakteren, og hver inkarnation afspejler udvikling af bilteknologi generelt.
Bilen har været anvendt til en række forskellige formål heriblandt biljagt, fangetransport, anti-tank krigsførelse, oprørskontrol og et mobilt laboratorium. I nogle tilfælde er bilen i stand til at kunne køre uden en chauffør eller kunne fjernstyres. Bilen har optrådt i alle Batman-iteration - fra tegneserie, tegnefilm til tv-serier, film og computerspil, hvilket har ført til, at det er blevet en del af populærkulturen.

## Galleri
- Koncepttegninger til batmobilen fra tv-serien fra 1960'erne.
- Batmobil fra 1963 udstillet i februar 2014.
- Frank Miller og Greg Capullo der signerer en legetøjs-batmobil ve Midtown Comics.
- "Tumbler"-batmobilen fra The Dark Knight-trilogien
- Batmobilen fra Suicide Squad